# China (cantor)
Flávio Augusto Câmara, mais conhecido como China ou Chinaina (Olinda, 9 de novembro de 1979), é um cantor, compositor, VJ e apresentador de televisão brasileiro.

## Biografia e carreira
Em 1998, conseguiu chamar a atenção do público e da crítica para a banda Sheik Tosado, da qual era vocalista. Após isso, seguiu carreira solo e lançou dois álbuns de forma independente, além de integrar a banda Del Rey, banda de tributo à Roberto Carlos com músicos da banda Mombojó.
China, que participou do mais recente disco de Lenine, com a faixa ‘Excesso Exceto’, traz, agora, canções como ‘Jardim de inverno’, um rock experimental feito em parceria com Chiquinho, do grupo Mombojó, e Hugo Gila, da Academia da Berlinda.

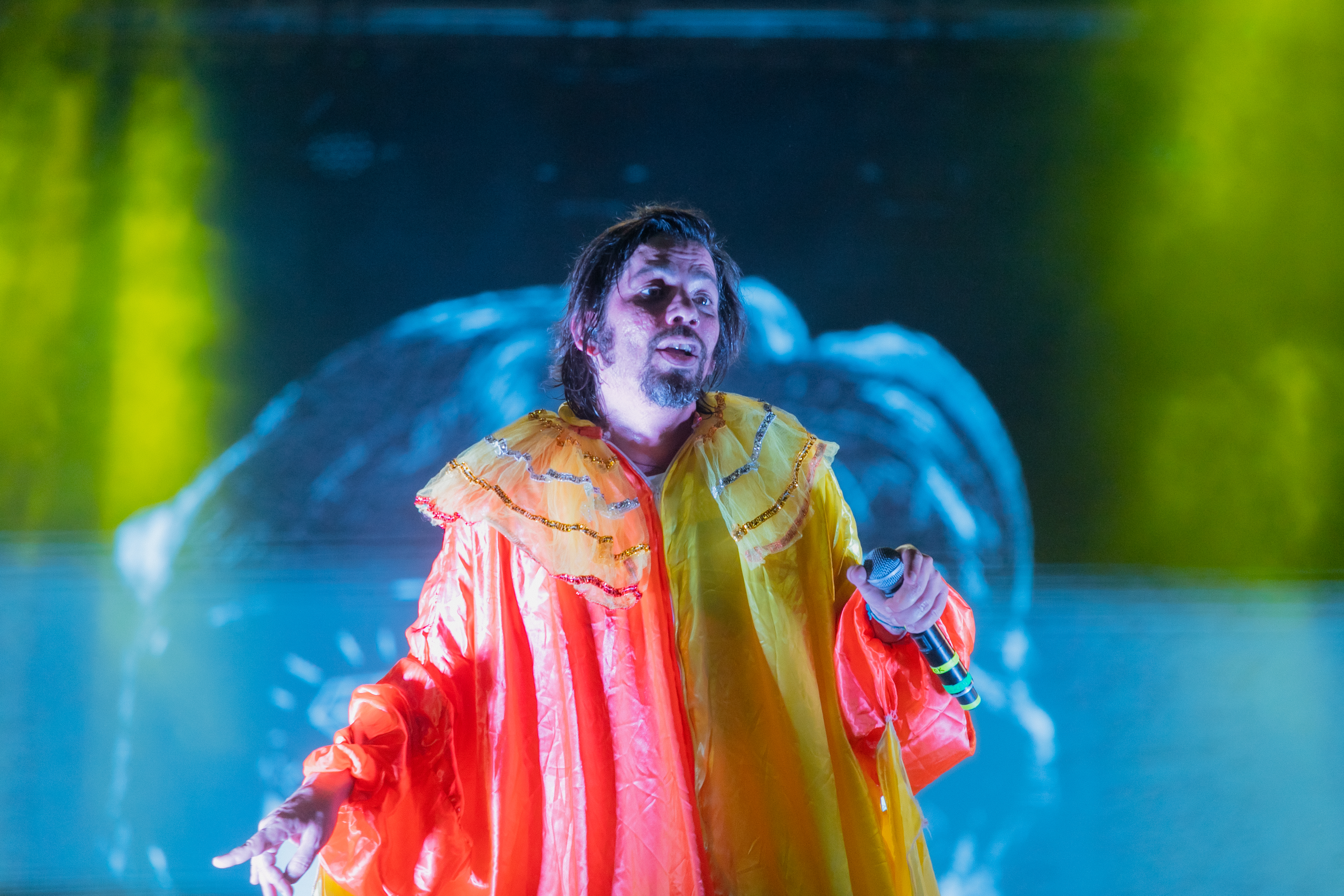
China no Carnaval de Olinda (2024)

Outras canções apresentadas neste trabalho são ‘Sem Paz’, que remete ao universo do rock setentista e tem colaboração de seu irmão Bruno Ximarú, ‘Asas nos Pés’, que mostra a veia roqueira do cantor, e ‘Canção Que Não Morre no Ar’, música que tem jinga nordestina e levada “bossa novista”. Todas as faixas interpretadas pelo cantor são tocadas por Yuri Queiroga (guitarra/micro korg), André Édipo (guitarra), Pernalonga (bateria) e Hugo Gila (baixo).
Após o fim do Sheik Tosado, China começou sua carreira solo com o EP Um só, lançado em 2004. Na sequência saíram os álbuns Simulacro (2007), Moto contínuo (2011) e Telemática (2014).
Seu trabalho solo apresenta influências de diversos gêneros, como rock, surf music, jovem guarda e bossa nova. China também ficou conhecido como VJ da extinta MTV Brasil.
Seu disco Manual de Sobrevivência Para Dias Mortos foi eleito um dos 25 melhores álbuns brasileiros do primeiro semestre de 2019 pela Associação Paulista de Críticos de Arte.

## Trabalhos

### Discografia

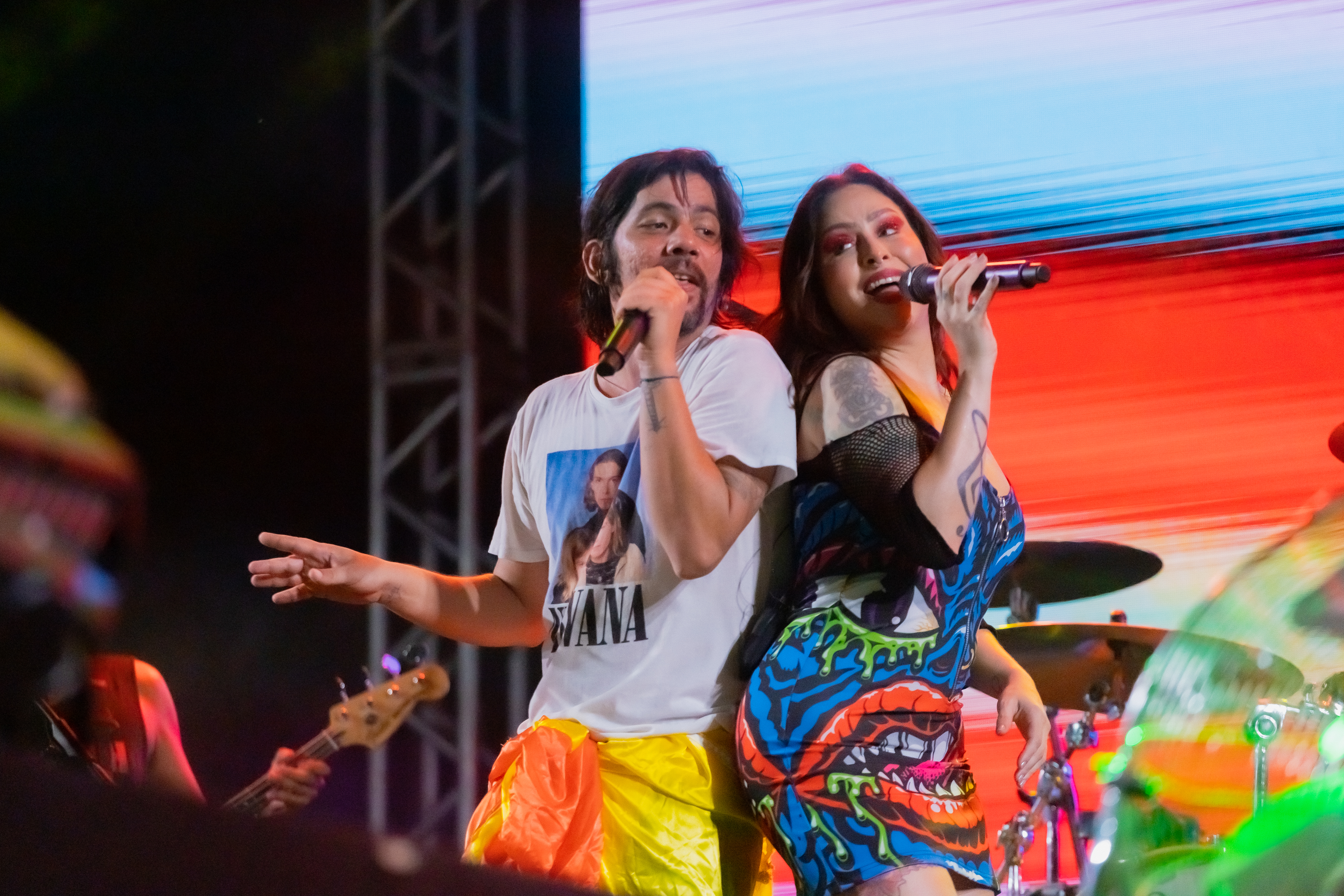
China e Pitty no Carnaval de Olinda (2024)

- Som de Caráter Urbano e de Salão  - Sheik Tosado (1999) - Trama
- Um Só (2004) - EMI
- Simulacro (2007) - Candeeiro Records
- Moto Contínuo (2011) - Trama/Joinha Records
- Telemática (2014) - Joinha Records
- Manual de Sobrevivência para Dias Mortos (2019) - selo Pedra Onze

### Clipes
- Toda casa tem um pouco de África - Sheik Tosado (1999)
- Repente envenenado - Sheik Tosado (1999)
- Sheik Tosado - Sheik Tosado (1999)
- Canção que não morre no ar (2007)
- Só serve pra dançar (2011)
- Longe aaqui (2012)
- Panorama (2013)
- Arquitetura de vertigem (2014)

### Coletâneas
- Baião de viramundo - Sheik Tosado (2000)
- Eu não sou cachorro mesmo (2008)
- Frevo do mundo (2009)
- 100 Anos de Gonzagão (2012)
- Agenor, as canções de Cazuza (2014)

### Composições em outros discos
- Solo - Leandro Lehart
- Nada de novo, Homem espuma, Amigo do tempo, Alexandre - Mombojó
- Jardim de cactus, O passo do colapso - Dado Villa-Lobos
- Mulher cromaqui - Catarina Dee Jah
- RGB - Jr. Black
- Cabeza de panda - Cabeza de Panda
- Canções que vão morrer no ar - A Banda mais Bonita da Cidade
- Funky Funky Boom Boom - Jota Quest
- Ylana - Ylana Queiroga
- A.M.A.R.T.E - Cláudia Beija
- Trio Eterno - Trio Eterno

### Participações em outros discos
- Devotos - Devotos
- Labiata - Lenine
- Academia de Berlinda - Academia da Berlinda
- Cabeza de Panda - Cabeza de Panda
- Aniversário de 10 anos - Mombojó
- Frevo do Mundo - Artistas Diversos

### Televisão
- Estéreo Clipe (2009) - Estação TV
- MTV na Brasa, Show na Brasa, Extrato MTV, MTV1 (2011/2012) - MTV
- A LIGA, Bandoflia (2013/2014) - BAND
- JOÍNHA LAB (2015) - Independente

### Rádio
- Programa Independência (2013/2014) - OI FM